# Mama's Gun
Albums de Erykah Badu
Live
(1997) Worldwide Underground
(2003)
Singles
1. Bag Lady
Sortie : 12 septembre 2000
2. Didn't Cha Know?
Sortie : Mars 2001
3. Cleva
Sortie : 2001

Mama's Gun est le deuxième album studio d'Erykah Badu, sorti le 21 novembre 2000. 
Cet album contient le single Bag Lady, classé à la première place du Hot R&B/Hip-Hop Songs et nommé aux Grammy Awards dans la catégorie « Meilleure prestation vocale RnB féminine » et dans la catégorie « Meilleure chanson RnB ». La chanson Didn't Cha Know? a également été nommée dans la catégorie « Meilleure chanson RnB ».
L'album inclut de nombreuses contributions de la part des membres du collectif Soulquarians, dont Erykah Badu est elle aussi membre. On y retrouve aussi des invités comme la chanteuse de soul Betty Wright et le trompettiste Roy Hargrove. Mama's Gun fut accueilli très positivement par les critiques et se vendit très bien, obtenant la certification de disque de platine par la Recording Industry Association of America (RIAA) deux mois après sa sortie.
L'album évoque différents sujets dont la confiance en soi, les ruptures sentimentales ou encore les violences policières. Musicalement, il présente une plus grande diversité de sonorités que son prédécesseur. Le magazine Rolling Stone le classa parmi les « 10 meilleurs albums de l'année 2000 ». 
Le 21 janvier 2001, une édition spéciale de Mama's Gun a été publiée.

## Conception de l'album

### Contexte musical et personnel
Après le succès de Baduizm et de sa version live, Badu prit une courte pause pour s'occuper de son fils, Seven, qu'elle avait eu avec son compagnon André 3000, membre du groupe OutKast. Elle commença aussi à collaborer avec ?uestlove des Roots, travaillant sur leur album Things Fall Apart qui leur permettra de connaître le succès. La fréquence de ces collaborations l'amenèrent à devenir un membre du collectif Soulquarians, regroupement d'artistes neo soul réunis par leurs approches musicales, dont font partie des chanteurs et des rappeurs dont ?uestlove, D'Angelo, Jay Dee et Common (avec qui elle avait déjà travaillé en 1997).
Malheureusement, alors qu'un certain nombre de chansons pour son nouvel album étaient écrites, Benjamin et elle se séparèrent. Badu utilisa son expérience personnelle comme source d'inspiration pour de nombreuses chansons qu'elle écrivit par la suite, dont Green Eyes. Mais d'autres évènements marquèrent son écriture comme le meurtre d'Amadou Diallo par la police de New-York qui inspira sa chanson A.D. 2000. Les critiques notèrent qu'alors que l'album Baduizm contenait des paroles assez énigmatiques, Mama's Gun était quant à lui plus direct dans son approche et plaçait l'artiste dans une position plus subjective que son prédécesseur.

### Enregistrement
Avec la participation des autres membres des Soulquarians, la majorité de l'album fut enregistré au studio Electric Lady, le studio personnel de Jimi Hendrix, qui fut aussi utilisé pour créer de nombreux et célèbres albums par David Bowie, Stevie Wonder et John Lennon. Les sessions d'enregistrement étaient informelles et avaient lieu en même temps que l'enregistrement de l'album de D'Angelo, Voodoo, et de celui de Common, Like Water for Chocolate. Le résultat de ces collaborations impromptues donne un son assez spécial qui se trouve sur chacun de ces trois albums. Russell Elevado, responsable des productions, qui était également responsable du mix de ces trois albums, déclara qu'il avait utilisé de vieilles techniques de mix afin de donner cette chaleur et ce timbre que l'on retrouve sur les anciens enregistrements. Alors que la plupart des enregistrements actuels sont effectués à partir d'équipements digitaux de haute technologie, Elevado utilisa des équipements analogiques, mettant en valeur chacun des instruments et donnant un timbre particulier dans les mélodies.

## Contenu
L'album débute sur le très intense et psychédélique titre Penitentiary Philosophy, qui fait cohabiter un sample de la chanson de Stevie Wonder Ordinary Pain, la batterie lourde de ?uestlove et la guitare de Jef Lee Johnson. Cette chanson est l'expression de la vision de Badu concernant l'emprisonnement. Elle invite à se libérer des fausses croyances et à se désillusionner sur le sujet : 
Here's my philosophy
Livin' in a penitentiary
Brothers all on the corner
Tryin' to make believe
Turn around ain't got no pot to p**.
Cette chanson contient un passage en forme de pose, par deux fois répétée, où Badu chuchote presque ses paroles, alors que la musique se construit au fur et à mesure et se lance définitivement dans un style groove. La chanson suivante, la spirituelle Didn't Cha Know, mélange des percussions world, des effets de son wah-wah ainsi que des cordes. Cette chanson fut produite par Jay Dee avec la contribution de James Poyser. Jay Dee avait travaillé avec Common sur son album mais celui-ci ne connaissait pas encore Badu et le rappeur, qui sortait alors avec Badu, s'arrangea pour que les deux se rencontrent. Badu raconte la création de la chanson ainsi : 

« Je venais à Détroit pour travailler avec ce gars dont j'avais entendu quelques chansons qui m'avait rendue dingue. Common me reçut et m'amena en bas dans le studio. Il me laissa en compagnie de Dilla (Jay Dee) : je m'assis et on discuta. Il avait des enregistrements partout dans la pièce, on se serait cru dans une bibliothèque municipale. Il me dit : « Ok, je te veux pour faire une enregistrement ». Je regardais toutes ces caisses fermement empaquetées et je pris juste un album pour voir, c'était un album de Tarika Blue. J'aimais ce nom. Je passais la première chanson, Dreamflower, et j'en tombais directement amoureuse. Je la fis tourner en boucle et je lui dis : « Je veux ça ! » Il me montra comment faire tourner en boucle une petite partie de cette chanson. Il était très généreux dans son enseignement, vous permettant de participer. Je quittai la pièce et quand je revins, il avait extrait un sample de cette chanson, me le passa en boucle et je commençai à écrire. Je commençai avec la mélodie « Ooooh, heeeey ». J'écrivis pendant plusieurs jours et la chanson fut créée. Je marchais pieds nus dans sa maison avec des mitaines et une écharpe et travaillais dur jusqu'à ce que le résultat me satisfasse. »

Ce single attira involontairement l'attention quand la source de ce sample, le groupe de jazz fusion Tarika Blue, vint réclamer une compensation pour l'utilisation de sa chanson. L'affaire fut résolue à l'amiable. La chanson ...& On est la continuité de son succès de 1997, On & On, et, comme cette chanson, avec une Badu chantant encore une fois de façon énigmatique, bien qu'elle plaisanta elle-même de son image mystique quand elle chante (« Quelles bien font tes chansons s'ils ne les comprennent pas ? Arrête de chanter cette merde, Badu. » Après cette chanson, l'album passe à Cleva qui commence par la parole suivante : « Voici à quoi je ressemble sans maquillage ». Badu utilise cette chanson pour dénoncer les standards féminins attendus, notamment lorsqu'elle chante : « Elle est intelligente (...) mais pourquoi es-tu le dernier à t'en rendre compte ? ». Le problème d'estime personnel est exploré dans deux autres chansons : le titre funk Booty et le titre jazzy Bag Lady. Plus tard, Badu utilisa le terme « bag lady » (« dame bagage ») comme une métaphore pour une femme qui transporte les émotions de ces précédentes relations sentimentales sans être capable de les laisser. Elle démontre l'importance de finaliser complément ces relations quand elle chante : 
Bag lady, you gon' hurt your back
Draggin' all them bags like that
I guess nobody ever told you
All you must hold on to is you.
En février 1999, l'Unité des Crimes de Rue, Street Crimes Unit, de la Police de New-York abat Amadou Diallo, un immigrant guinéen de 23 ans qui n'était pas armé, après l'avoir apparemment confondu avec un violeur non identifié. Les quatre officiers impliqués dans ces incidents (incluant un cinquième officier qui ne tira pas sur Diallo) furent acquittés de toutes les charges. Le résultat du procès suscita de vives protestations publiques qui résultait des examens minutieux qui mettaient en évidence la brutalité et l'utilisation excessive de la force par la police (ils tirèrent 41 fois et 19 balles atteignirent Diallo). Cet évènement servit de support à la chanson A.D. 2000 (les abréviations étant les initiales de Diallo) qui, en plus de dénoncer le meurtre de Diallo, rapporte la fureur concernant les circonstances. Cependant, Badu estime que c'est un évènement temporel :
No you won't be name'n no buildings after me
To go down dilapidated ooh
No you won't be name'n no buildings after me
My name will be misstated, surely.
Cette chanson fait appel à d'autres chansons de protestation symbolique comme Strange Fruit de Billie Holiday, une artiste à laquelle Badu a souvent été comparée.
Mama's Gun contient ensuite deux chansons d'amour : la ballade Orange Moon et l'acoustique teinté de reggae In Love With You, un duo entre Badu et Stephen Marley.

### Green Eyes
La dernière chanson, et sans doute la pièce centrale de cet album, Green Eyes, est une chanson en trois parties explorant les sentiments d'une femme faisant face à une séparation. La première partie, intitulée Movement 1 (denial), avec James Poyser au piano et Roy Hargrove à la trompette, a un son proche de celui que l'on retrouvait sur les gramophones des années 1930. On y retrouve une Badu chantant un air apaisant de blues comparable à celui de Billie Holiday et d'Ella Fitzgerald. Dans cette partie, Badu nie être blessée quand elle apprend que son ancien compagnon a une nouvelle partenaire. Elle chante :
My eyes are green
Cause I eat a lot of vegetables
It don't have nothing to do with your new friend.
Le second mouvement, intitulé Acceptation, contient une guitare basse, des flûtes, un piano et est un peu plus jazzy. ?uestlove participe à ce morceau (à la batterie). Dans cette section, elle chante : 
I can't remember the last time I felt this way about somebody
You've done something to my mind
And I can't control it
But I don't love you any more
Yes I do, I think
Loving you is wrong.
Dans la troisième partie, elle succombe finalement à ses émotions et ressent pour la première fois du regret, de l'abandon, un sentiment de promesses irréalisées et une envie de raviver une flamme qui l'a presque consumée et à laquelle elle a dû faire face : 
Don't you want be strong with me?
You told me we could have a family
Want to run to me when you're down and low
But times get tough and there you go
Out the door, you wanna run again
Open your arms and you'll come back in
Wanna run cause you say you're afraid.
En raison de sa relation avec André Benjamin largement médiatisée, beaucoup pensent qu'elle parle de sa propre rupture dans cette chanson, mais aussi dans Tyrone. Cependant, les deux artistes ont déclaré qu'ils ne ressentaient aucune animosité entre eux et qu'ils s'étaient quittés en bons termes, se parlant régulièrement. Cependant, pensant être injustement jugé, Benjamin répondit en 2003 aux rumeurs dans la chanson A Life in the Day of Benjamin André (Incomplete), issue de l'album d'OutKast, Speakerboxxx/The Love Below :
When I was going through them phases trying to find
Anything that seemed real in the world
Still searching, but I started liking this girl
Now you know her
As Erykah "On and On" Badu
"Call Tyrone on the phone", why you
Do that girl like that boy you ought to be ashamed
The song wasn't about me and that ain't my name
We were young, in love, in short we had fun
No regrets no abortion, had a son
By the name of Seven
The End and to Be Continued…

## Critiques
Les critiques de cet album furent largement positives. Bag Lady fut nommé pour les Grammy Awards de 2001 dans la catégorie « Meilleure performance musicale féminine RnB » et dans la catégorie « Meilleure chanson RnB », alors que Didn't Cha Know fut nommé pour les Grammy Awards de 2002 dans la catégorie « Meilleure chanson RnB ». Le magazine Billboard classe cet album dans les « 10 meilleurs albums de l'année 2000 », la félicitant d'avoir « suivi les traces de Stevie Wonder ou de Nina Simone » et ajouta qu'« elle poussa son art à un niveau supérieur ».
Entertainment Weekly déclara que cet album était « un hommage à la soul des années [19]70, alliant des musiciens confirmés et un son funk et mielleux qui ne serait pas de trop dans label CTI ». CMJ l'intégra dans sa liste des meilleurs albums de l'année et le définit comme un « douce concoction à mi-chemin entre le jazz et la soul des années [19]70, marquant un retour pour le « rétro », démontrant par là même les vraies qualités artistiques de l'artiste ». Dans un article de PopMatters, le critique musical Wayne Franklin écrivit :

« Badu continues to grow with Mama's Gun, her third release. It is a journey into a deep and tender part of Erykah's soul; a place most would keep heavily guarded. From the opening whispers that are supposed to be the voices in her head, the listener is made to feel as if they stumbled onto the open diary of a woman who has poured her soul into the pages. At first, you feel bad for invading her privacy, but then you are drawn in and you can't turn away... Mama's Gun is a definite work of art, destined to remain in heavy rotation for some time to come. »

— Wayne Franklin
Robert Christgau, le critique musical du Village Voice, donna la lettre « A » à cet album, le commentant ainsi : « Peut-être que les sources de cet album sont autobiographiques mais elle est ici pour inspirer toutes les femmes noires et les hommes qui les admirent ».

## Liste des titres
| No  | Titre                     | Auteur                                                                          | Contient un (des) sample(s) de                                         | Durée |
| --- | ------------------------- | ------------------------------------------------------------------------------- | ---------------------------------------------------------------------- | ----- |
| 1.  | Penitentiary Philosophy   | E. Badu, J. Poyser, A. K. Thompson                                              | Ordinary Pain de Stevie Wonder                                         | 6:09  |
| 2.  | Didn't Cha Know?          | E. Badu, J. Yancey                                                              | Dreamflower de Tarika Blue                                             | 3:58  |
| 3.  | My Life                   | E. Badu, J. Poyser                                                              | Paul Revere des Beastie Boys                                           | 3:59  |
| 4.  | ...& On                   | E. Badu, J. Cantero, S. Martin                                                  | Vehicle des Ides of March The Watcher de Dr. Dre On & On d'Erykah Badu | 3:34  |
| 5.  | Cleva                     | E. Badu, J. Poyser                                                              |                                                                        | 3:45  |
| 6.  | Hey Sugah                 | E. Badu, N'Dambi                                                                |                                                                        | 0:54  |
| 7.  | Booty                     | E. Badu                                                                         | Gambler's Life de Johnny Hammond                                       | 4:04  |
| 8.  | Kiss Me on My Neck (Hesi) | E. Badu, J. DeJohnette, J. Poyser, J. Yancey                                    |                                                                        | 5:34  |
| 9.  | A.D. 2000                 | E. Badu, B. J. Wright                                                           |                                                                        | 4:51  |
| 10. | Orange Moon               | E. Badu, B. Lacy, S. Martin, G. Young                                           |                                                                        | 7:10  |
| 11. | In Love With You          | E. Badu, S. Marley                                                              |                                                                        | 5:21  |
| 12. | Bag Lady                  | E. Badu, B. Bailey, R. Brown, N. Hale, I. Hayes, C. Longmiles, Martin, A. Young | Bumpy's Lament de Soul Mann & the Brothers                             | 5:48  |
| 13. | Time's a Wastin           | E. Badu, G. Young, S. Martin                                                    | Can't We Smile de Johnny Hammond                                       | 6:42  |
| 14. | Green Eyes                | E. Badu, V. Duplaix, J. Poyser                                                  |                                                                        | 10:04 |

| 15. | Bag Lady (Cheeba Sac Radio Edit) | 4:11 |

| 1. | Tyrone (Live)                            |                                   | 3:55 |
| 2. | Hollywood                                | David Wolinski, Andre Fischer     | 5:35 |
| 3. | Drama                                    | Badu, Ty Macklin                  | 6:04 |
| 4. | Your Precious Love (featuring D'Angelo)  | Nickolas Ashford, Valerie Simpson | 4:40 |
| 5. | Bag Lady (Basement Boys Afrocentric Mix) |                                   | 8:22 |
| 6. | Bag Lady (Enhanced video)                |                                   |      |
| 7. | Didn't Cha Know (Enhanced video)         |                                   | 4:03 |

## Crédits
| - Jon Adler – Ingénieur Assistant - Erykah Badu – Voix, Chœurs, Producteur, Direction artistique - Chris Bell – Ingénieur - Leslie Brathwaite – Mixe - Earle Brown – Ingénieur - Tom Coyne – Masterisation - Russell Elevado – Ingénieur - Chris Gehringer – Masterisation - Leonard « Doc » Gibbs – Percussion - Larry Gold – Arrangements - Mark Goodchild – Enregistrement - Roy Hargrove – Trompettes, Arrangements - Carlos Henderson – Basse - Emma Kummrow – Violon - Bray Lon Lacy – Overdubs - Steve Mandel – Ingénieur du son - Shaun Martin – Claviers | - Robert Maxwell – Création de la pochette - Shinobu Mitsuoka – Ingénieur du son - Vernon Mungo – Production Facilitator - Peter Nocella – Violoncelle - Charles Parker – Violon - James Poyser – Producteur - Tom Soares – Mix - Erik Steinert – Sequencement - Gregory Teperman – Violon - Ahmir Khalib Thompson – Batterie - Don Thompson – Photographie - Kierstan Tucker – A&R - Mike Turner – Ingénieur Assistant - Michael Whitfield – Direction Artistique, Design - Yah Zarah – Chœurs - Geno « Junebugg » Young – Chœurs - Krystof Zizka – Ingénieur Assistant |

## Classement

### Album
| Année | Classement             | Position |
| ----- | ---------------------- | -------- |
| 2000  | Billboard 200          | 11       |
| 2000  | Top Internet Albums    | 12       |
| 2000  | Top R&B/Hip-Hop Albums | 3        |

### Singles
| Année | Single          | Classement             | Position |
| ----- | --------------- | ---------------------- | -------- |
| 2000  | Bag Lady        | Canadian Singles Chart | 6        |
| 2000  | Bag Lady        | Hot R&B/Hip-Hop Songs  | 1        |
| 2000  | Bag Lady        | Billboard Hot 100      | 3        |
| 2001  | Didn't Cha Know | Hot R&B/Hip-Hop Songs  | 28       |
| 2001  | Cleva           | Hot R&B/Hip-Hop Songs  | 77       |